# Ludmannsdorf (Pfeffenhausen)
Ludmannsdorf ist ein Gemeindeteil des Marktes Pfeffenhausen im niederbayerischen Landkreis Landshut.

## Geographie
Das Dorf liegt nordwestlich des Kernortes Pfeffenhausen, an der am östlichen Ortsrand verlaufenden B 299. Am südlichen Ortsrand fließt der Lauterbach, ein linker Zufluss der Großen Laber. Kaum einen Kilometer in nördlicher und westlicher Richtung befindet sich die Landkreisgrenze zu Kelheim.

## Geschichte
Uraltes Bauernland ist es, das sich hier im Quellgebiet des Lauterbachs und an der Wasserscheide zwischen Abens und Laber im bewegten Wellenschlag des tertiären Hügellandes und vielfältigen Wechsel von Wäldern, fruchtbaren Ackerleiten, Hopfengärten und Wiesen ausbreitet.
Auf „Steinwurfweite“ voneinander entfernt liegen die drei Orte Ludmannsdorf, Weikersdorf (vormals Schweichersdorf) und Indorf. Die Namen erinnern – so meint der Heimatgeschichtler Pater Fink – an ihre ersten Bewohner, Unno, Wikker und Linbaut, die als Stifter und Zeugen in den Schenkungsurkunden des Klosters Rohr aus dem 12. Jahrhundert genannt sind.
Sichere Zeugnisse dafür, dass diese Gegend schon vorher über viele Jahrhunderte hinweg von Menschen besiedelt war, erbringen die Bodendenkmäler und Bodenfunde aus vorgeschichtlicher Zeit:
- Aus der Steinzeit (bis ca. 2000 v. Chr.) gibt es Funde von Steinbeilen im Lauterbacher Holz und eine jungsteinzeitliche Siedlung auf der „Platte“ bei Oberlauterbach. Der gleichen Epoche gehören die Silexfunde an, die auf einer Anhöhe unmittelbar bei Indorf von Peter Steinbeck gemacht wurden. Sie dürften von einer Siedlung stammen, die schon vor rund 5000 Jahren hier bestanden hat.
- Tonscherben und bearbeitete Feuersteine aus der Bronzezeit (bis ca. 800 v. Chr.) wurden neben dem Thonhauser Totenweg im Schauerakker gefunden. In diese Zeit gehören auch die Hügelgräber bei Holzen.
- Aus der Zeit der Kelten (bis Christi Geburt) stammt eine Viereckschanze, die sich in der Lauterbacher Waldung oberhalb der Rabensiege und der jetzigen Landkreisgrenze befindet. Diese Keltenschanze hat im Schutz des Waldes die Jahrhunderte fast unversehrt überdauert.
- Der Römerzeit (bis ca. 500 n. Chr.) konnten zwei Kurzschwerter zugeordnet werden, die vor Jahren aus einem Weiher bei Ludmannsdorf geboren wurden.

Siehe auch: Bodendenkmäler in der Gemarkung Oberlauterbach
Die älteste Urkunde, die über den Ort Ludmannsdorf Aufschluss gibt, stammt aus dem Jahre 1140. Darin heißt es, dass Albert von Ludmannsdorf, ein königlicher Vasall, eine Schenkung von Grundbesitz in Großmuß an das Kloster Weihenstephan vollzieht.
Aus dem Jahre 1172 stammt das Testament von Pfalzgraf Friedrich, in dem er verfügt, dass im Falle seines Todes sein Eigengut „zu Ludemaresdorf“ an das Kloster Rohr übergeht.
Eine Urkunde aus dem Jahre 1249 berichtet, dass die Ebranen von Lauterbach ihre Höfe in Haag und Plintberg gegen zwei Höfe in Lauterbach und ein Gut Ludmannsdorf tauschten. Damit treten die Herren von Lauterbach ihre Herrschaftsrechte auch in Ludmannsdorf an, wenngleich päpstliche Besitzbestätigungen für das Kloster Rohr aus späterer Zeit noch Höfe in Ludmannsdorf als Klostereigentum ausweisen.
Spätestens bis zum Jahre 1500 erlangten die Hofmarksherren von Lauterbach auch die Herrschaft über ganz Ludmannsdorf. In einer Besitzaufzeichnung aus diesem Jahr heißt es: „Dem Herren von Leutenbeck zu Oberlauterbach ain Edlmannsgesess (=Schloss), ain Dorf darbey, mer ain Dorf zu Ludmannsdorf, ain Dörfl zu Thannhausen, mer ain Dörfl Paltershausen, ain Dörfl Schweikersdorf, ain Dörfl zu Nidernpeuch, einen hof zu Harreit, zween höf zu Mantlach, ainen Hof zu Holzen, das alles hält er für Edlmannshofmarch und Güter.“ Obwohl nach Aufzeichnungen aus dem Jahre 1606 Ludmannsdorf noch als eigene Hofmark geführt wird, ist Ludmannsdorf seit dieser Zeit nach Oberlauterbach einverleibt.
Mit Schrecken und Elend wurden die Bewohner dieses Landstriches während des Dreißigjährigen Krieges heimgesucht. Es heißt auf dem kleinen Hügel nördlich des Dorfes soll eine so schreckliche Schlacht gewütet haben, dass der ganze Berg rot vom Blut der Toten und Verwundeten war, auf dass er fortan von den Ansässigen als der „rote Buckel“ bezeichnet wurde. Ein Kreuz steht nun dort zum Gedenken.
Im Sommer 1634 grassierte hier die Pest, der viele Menschen zum Opfer fielen. Die Güter waren öde und verwüstet.
Mit der Durchführung der Gebietsreform im Jahre 1978 wurden die drei Dörfer, die bisher zur Gemeinde Oberlauterbach gehörten, in die Marktgemeinde Pfeffenhausen eingegliedert.
Vieles hat sich in den letzten Jahrzehnten im Dorf geändert. Fast jedes Bauernhaus wurde vom Strukturwandel in der Landwirtschaft erfasst, die Technisierung verlangte größere und modernere Bauten. Zu den drei Ortschaften Ludmannsdorf, Weikersdorf und Indorf gehören heute etwa 30 Anwesen. Ein großer Teil der etwa 100 Einwohner war bis vor kurzem in der Landwirtschaft tätig, nun werden es immer weniger.
Eine bedeutende Persönlichkeit ging aus Ludmannsdorf hervor: Monsignore Anton Kindsmüller, geboren am 9. Juni 1901, gestorben am 28. Mai 1987 (Priesterweihe am 18. Juli 1926)..
Die einzige Gastwirtschaft im Ort beherbergte bis vor kurzem die beiden Ortsvereine, die Freiwillige Feuerwehr Ludmannsdorf, sowie die Immergrün-Schützen. Mittlerweile wurde das Gastgewerbe aufgegeben und der Grund verkauft. Nun sind dort Zimmer zu mieten.

### Die Taferne in Ludmannsdorf und die Salzstraße
Bereits im Jahre 1230 wird von einer Taferne in dem kleinen Ort Ludmannsdorf berichtet. Diese Taferne bezog ihre Einkünfte für die Beherbergung von Händlern und Fuhrleuten. Die Taferne lag an einem alten Handelsweg, der hier durch den Ort führte und von alters her „Salzstraße“ genannt wurde. Auf dieser Straße wurde das lebenswichtige Salz aus dem Raum Salzburg in Richtung Nürnberg transportiert. Heute deckt sich seine Trasse über weite Strecken mit der Bundesstraße B 299.
Auf dieser Straße gab es zu Kriegszeiten immer wieder Überfälle und schwere Schäden. So zogen hier im Mai 1632 beim ersten feindlichen Einfall die Schweden plündernd, mordend und brennend gegen Pfeffenhausen und Landshut vor. Nach immerwährenden Durchmärschen kam es 1809 auf der Höhe von Ludmannsdorf zu einem heftigen Gefecht zwischen Bayern und Österreich, bei dem die Bayern schließlich weichen mussten.
In einer Sage wird von einer grausigen Begebenheit in der Taferne von Ludmannsdorf berichtet. Danach hätten beim alten Wirt immer wieder Durchreisende übernachtet. Für besonders Geldige aber sei ein eigenes Zimmer mit einem eisernen Bett in der Ecke hergerichtet gewesen. Gegen Mitternacht, wenn alle im tiefen Schlaf lagen, sei der Wirt mit seinem Sohn in den Keller gegangen, hätte an einer Handkurbel gedreht und dabei sei dann die Bettstatt mit dem Gast wie in einem Fahrstuhl hinab in den Keller gesenkt worden – wo das grausige Mordhandwerk stattfand. Auf diese Weise hätten manche ihr Leben gelassen, die Wirtsleut aber seien immer reicher geworden – bis man sie erwischte. Und tatsächlich wurden 1774 der Wirt von Ludmannsdorf und dessen Sohn zu Pfeffenhausen „justifiziert“.
Im Jahr darauf ist dann Jakob Bart als Wirt aufgezogen und um 1809 gehörte das Anwesen Anton Meier.

## Baudenkmäler

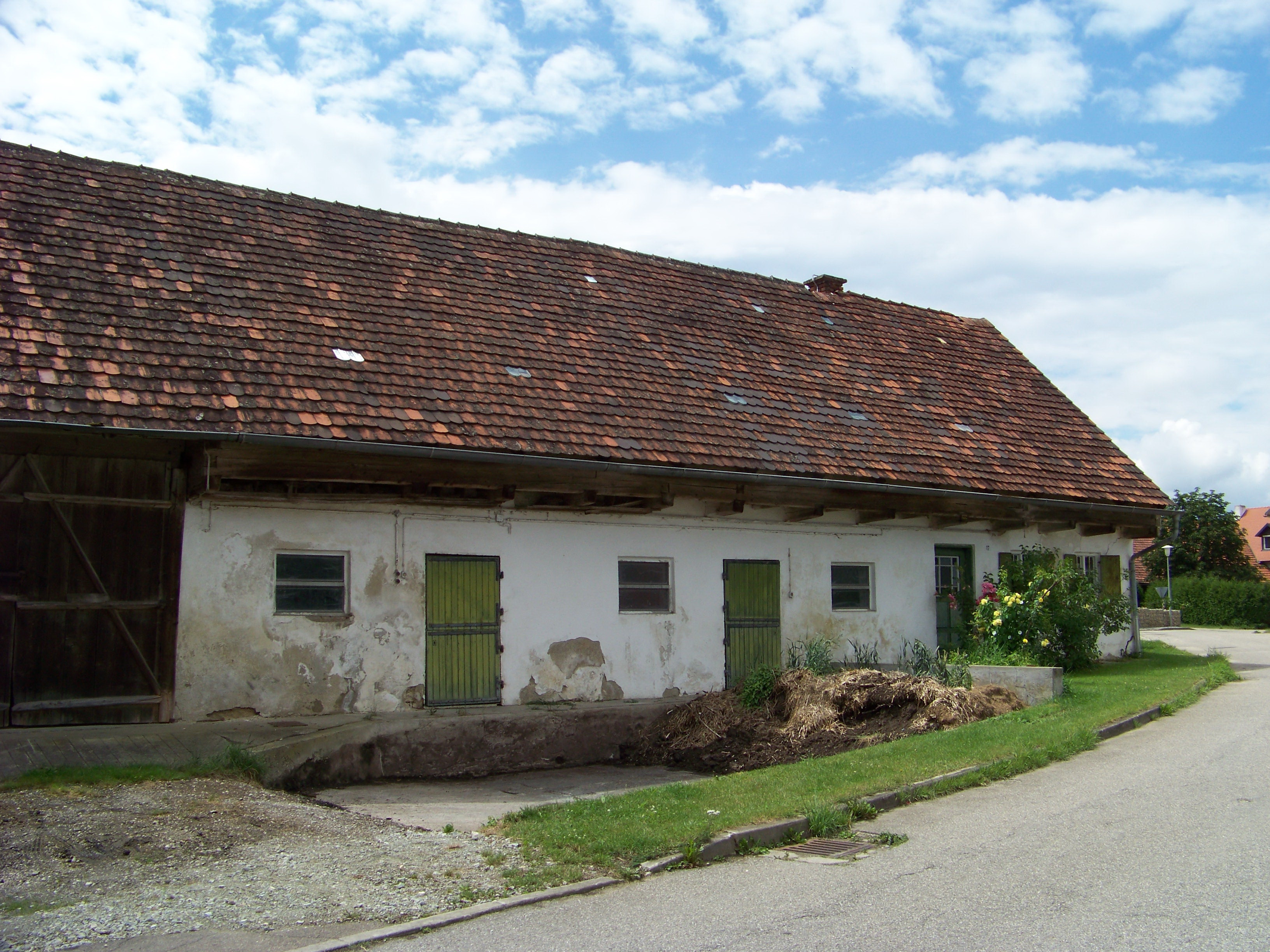
Ehemalige Schmiede mit Nebengebäude

In der Liste der Baudenkmäler in Ludmannsdorf sind zwei Baudenkmäler aufgeführt:
- Die Ortskapelle aus der Zeit um 1900 ist ein neugotischer massiver Satteldachbau mit Dachreiter, Putz- und Lisenengliederung.
- Die ehemalige Schmiede mit Nebengebäude (Haus Nr. 17) besteht aus:
  - Dem Wohnstallhaus, einem traufständigen Massivbau aus dem 19. Jahrhundert mit Greddach
  - Der ehemaligen Schmiede, einem eingeschossigen Greddachbau aus dem Jahr 1832 mit Flug-Kniestock

## Vereine
In Ludmannsdorf gibt es derzeit zwei Vereine:
- die Freiwillige Feuerwehr Ludmannsdorf mit einem eigenen Löschfahrzeug
- der Schützenverein Immergrün Ludmannsdorf e. V.

## Verkehr
Die Trasse der Bundesstraße B299 führt seit 1962 nicht mehr durch den Ort. Unweit nördlich verläuft die Staatsstraße 2142.